# Frank J. Selke Trophy

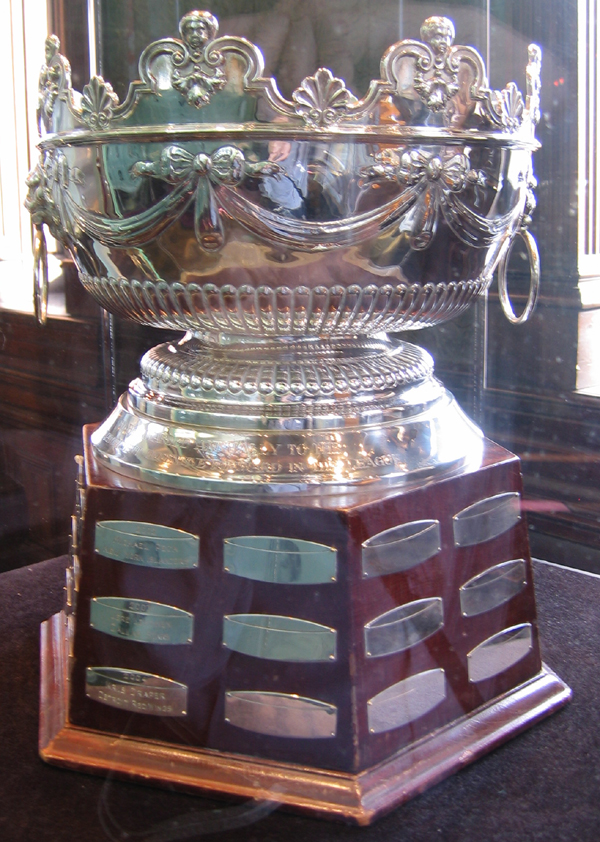
Frank J. Selke Trophy

De Frank J. Selke Trophy is een prijs in het ijshockey die ieder seizoen gegeven wordt aan de best verdedigende aanvaller van de National Hockey League. IJshockey is een lichamelijke sport, als aanvaller ben je dan ook genoodzaakt om veel te verdedigen; de speler die het beste het verdedigende aspect van het spel beheerst, wordt daarmee beloond met de Frank J. Selke Trophy. De prijs is vernoemd naar Frank J. Selke (1893-1985), een oud-eigenaar van Toronto Maple Leafs en Montreal Canadiens.
De prijs wordt sinds 1978 uitgereikt, waarna Bob Gainey de prijs vier keer achter elkaar won. In 2017 won Patrice Bergeron de prijs voor de 4e keer, waardoor hij op gelijke hoogte met Bob Gainey kwam.

## Winnaars
| Seizoen | Winnaar                      | Leeftijd | Team                | Positie | Aantal gewonnen keren |
| ------- | ---------------------------- | -------- | ------------------- | ------- | --------------------- |
| 2018    | Anže Kopitar                 | 30       | Los Angeles Kings   | C       | 2                     |
| 2017    | Patrice Bergeron             | 31       | Boston Bruins       | C       | 4                     |
| 2016    | Anže Kopitar                 | 28       | Los Angeles Kings   | C       | 1                     |
| 2015    | Patrice Bergeron             | 29       | Boston Bruins       | C       | 3                     |
| 2014    | Patrice Bergeron             | 28       | Boston Bruins       | C       | 2                     |
| 2013    | Jonathan Toews               | 24       | Chicago Blackhawks  | C       | 1                     |
| 2012    | Patrice Bergeron             | 26       | Boston Bruins       | C       | 1                     |
| 2011    | Ryan Kesler                  | 26       | Vancouver Canucks   | C       | 1                     |
| 2010    | Pavel Datsyuk                | 31       | Detroit Red Wings   | C       | 3                     |
| 2009    | Pavel Datsyuk                | 30       | Detroit Red Wings   | C       | 2                     |
| 2008    | Pavel Datsyuk                | 29       | Detroit Red Wings   | C       | 1                     |
| 2007    | Rod Brind'Amour              | 36       | Carolina Hurricanes | C       | 2                     |
| 2006    | Rod Brind'Amour              | 35       | Carolina Hurricanes | C       | 1                     |
| 2005    | Geen winnaar door de staking |          |                     |         |                       |
| 2004    | Kris Draper                  | 32       | Detroit Red Wings   | C       | 1                     |
| 2003    | Jere Lehtinen                | 29       | Dallas Stars        | RW      | 3                     |
| 2002    | Michael Peca                 | 27       | New York Islanders  | C       | 2                     |
| 2001    | John Madden                  | 27       | New Jersey Devils   | LW      | 1                     |
| 2000    | Steve Yzerman                | 34       | Detroit Red Wings   | C       | 1                     |
| 1999    | Jere Lehtinen                | 25       | Dallas Stars        | RW      | 2                     |
| 1998    | Jere Lehtinen                | 24       | Dallas Stars        | RW      | 1                     |
| 1997    | Michael Peca                 | 22       | Buffalo Sabres      | C       | 1                     |
| 1996    | Sergei Fedorov               | 26       | Detroit Red Wings   | C       | 2                     |
| 1995    | Ron Francis                  | 31       | Pittsburgh Penguins | C       | 1                     |
| 1994    | Sergei Fedorov               | 24       | Detroit Red Wings   | C       | 1                     |
| 1993    | Doug Gilmour                 | 29       | Toronto Maple Leafs | C       | 1                     |
| 1992    | Guy Carbonneau               | 31       | Montreal Canadiens  | C       | 3                     |
| 1991    | Dirk Graham                  | 31       | Chicago Black Hawks | RW      | 1                     |
| 1990    | Rick Meagher                 | 36       | St. Louis Blues     | C       | 1                     |
| 1989    | Guy Carbonneau               | 28       | Montreal Canadiens  | C       | 2                     |
| 1988    | Guy Carbonneau               | 27       | Montreal Canadiens  | C       | 1                     |
| 1987    | Dave Poulin                  | 28       | Philadelphia Flyers | C       | 1                     |
| 1986    | Troy Murray                  | 23       | Chigago Black Hawks | C       | 1                     |
| 1985    | Craig Ramsey                 | 33       | Buffalo Sabres      | LW      | 1                     |
| 1984    | Doug Jarvis                  | 28       | Washington Capitals | C       | 1                     |
| 1983    | Bobby Clarke                 | 33       | Philadelphia Flyers | C       | 1                     |
| 1982    | Steve Kasper                 | 20       | Boston Bruins       | C       | 1                     |
| 1981    | Bob Gainey                   | 27       | Montreal Canadiens  | LW      | 4                     |
| 1980    | Bob Gainey                   | 26       | Montreal Canadiens  | LW      | 3                     |
| 1979    | Bob Gainey                   | 25       | Montreal Canadiens  | LW      | 2                     |
| 1978    | Bob Gainey                   | 24       | Montreal Canadiens  | LW      | 1                     |

Eastern Conference
Western Conference
Stanley Cup · Clarence S. Campbell Bowl · Prince of Wales Trophy · Presidents' Trophy · Hart Memorial Trophy · Lester B. Pearson Award · Conn Smythe Trophy · Art Ross Memorial Trophy · Maurice Richard Trophy · Calder Memorial Trophy · James Norris Memorial Trophy · Frank J. Selke Trophy · NHL plus/minus Award · Bill Masterton Memorial Trophy · Lady Byng Memorial Trophy · King Clancy Memorial Trophy · Mark Messier Leadership Award · Vezina Trophy · Roger Crozier Saving Grace Award · William M. Jennings Trophy · Jack Adams Award · Lester Patrick Trophy